# El Ángel Exterminador (societat secreta)

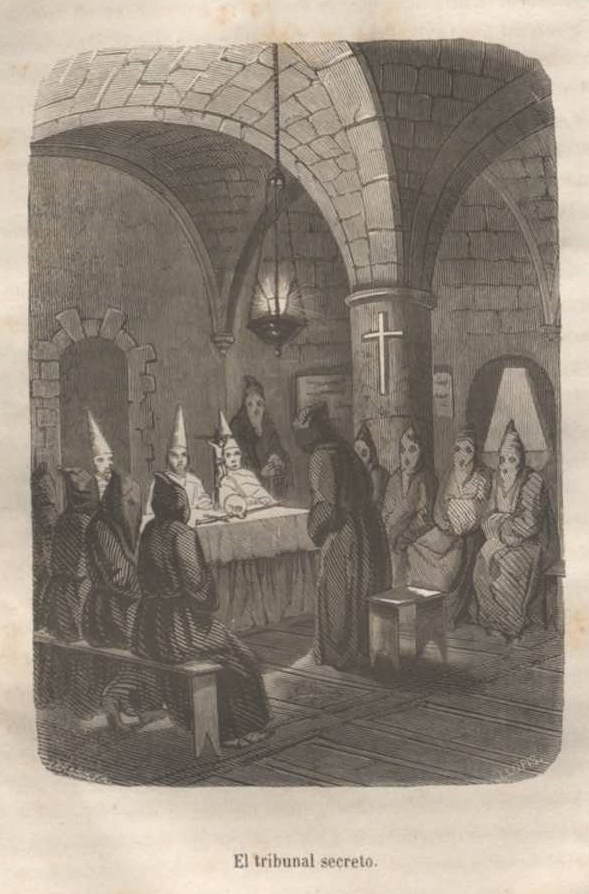
«El tribunal secreto», reunió d'El Ángel Exterminador segons una il·lustració de Vicente Urrabieta i Llopis per a la novel·la de Francisco José Orellana, El conde de España o La inquisición militar: historia-novela contemporánea, Madrid, Librería de León Pablo, 1856.

El Àngel Exterminador és el nom d'una societat secreta espanyola, absolutista i clerical, del segle xix, l'existència de la qual encara es considera no confirmada o hipotètica. L'objectiu principal d'aquesta societat hauria estat, per mitjans il·legals i violents, inclòs l'assassinat, tornar la Inquisició a Espanya, destruir les restes del Liberalisme, enderrocar Ferran VII, tingut per massa progressista i afrancesat, proclamar com a rei d'Espanya al seu germà Carles Maria Isidre, més catòlic, i lligar per sempre altar i tron.

## Història
La seva tasca hauria començat, segons el general Juan van Halen, durant la Restauració absolutista, el 1817. Segons d'altres, durant la Dècada Ominosa (1823-1833). L'hispanista Gerald Brenan (1894-1987), en el seu assaig El laberinto español, proposa com a data de fundació el 1821, encara durant el Trienni Liberal, i l'historiador Estanislau de Kotska Vayo (1804-1864) aposta pel 1823. L'any més citat com a data de la fundació és el 1827, encara que per raons tan arbitràries com les dels anteriors.
La primera fase, segons Miguel Agustín Príncipe, la va constituir el 1823 la Junta Secreta de Estado per mitjà d'una Reial Ordre Reservada de Ferran VII i estava formada per diversos eclesiàstics. El president era el bisbe d'Osma Juan de Cavia González i el secretari el rector de l'Hospicio de Madrid i canonge de Granada José Salomé. Un dels seus objectius era elaborar un padró o Índex general de cognoms amb la qualificació de cada individu com a pur, purificat o impur; anotant a la fitxa la professió o càrrec que havia tingut en el Trienni Liberal, si era moderat o exaltat, comprador de béns nacionals desamortitzats o vinculats (majorats), francmaçó o comunero, milicià nacional o fins i tot dona liberal. A aquestes llistes s'haurien anat afegint les delacions particulars, de vegades meres conjectures.
Després de la mort de Ferran VII, la societat hauria pretès fer ressorgir la Inquisició després que fos abolida de manera definitiva, el 1834, per Francisco Martínez de la Rosa. Se solen considerar casos en què va actuar El Ángel Exterminador la Guerra dels Malcontents a Catalunya i el judici i execució del mestre lliurepensador Gaietà Ripoll el 1827.
La societat hauria estat composta pel bàndol més irreductible de l'absolutisme, els apostòlics. En formarien part importants personatges de l'època, com el Comte d'Espanya o Francisco Tadeo Calomarde, els quals, essent aparentment lleials a Ferran VII, aviat es van passar al Carlisme.

## Dubtes sobre la seva existència
El bisbe d'Osma era enemic de les societats secretes: en una pastoral de 1827 alliçona els seus feligresos sobre el fet que molts papes ja havien avisat sobre els perills d'aquesta mena de societats. D'altra banda, les societats secretes absolutistes no eren necessàries: el paper de la Inquisició havia estat traspassat a nous organismes com ara les Juntes de Fe i la Junta Secreta de Estado presidida precisament pel bisbe d'Osma. Sembla més adient parlar d'un grup conspiratiu i de pressió, creat per descontents, amb l'objectiu d'oposar-se a l'anomenada camarilla de Ferran VII.
D'altra banda, un estudiós de les societats secretes, Vicente de la Fuente (1817-1889), a la seva Historia de las sociedades secretas antiguas y modernas en España, especialmente de la Franc-Masonería (1874) nega que la societat hagi existit i addueix que ningú no s'ha posat d'acord en la data de la seva fundació, que no hi ha fonts primàries ni testimonis documentals i que la hipòtesi més probable és que fos una falàcia inventada per la maçoneria per tal de desacreditar els seus enemics absolutistes i catòlics i justificar la seva mateixa existència com a societat secreta. Benito Pérez Galdós (1843-1920), en un dels seus Episodios nacionales diu que "ningún historiador ha probado la existencia de El Ángel Exterminador".
No obstant això, no només liberals exaltats o progressistes, sinó també monàrquics i liberals conservadors com Juan Rico i Amat han defensat l'existència d'aquesta societat, que creuen formada el 1823.